# يحيى العرومة
يحيى صالح العرومه هو شاعر وعسكري يمني. ولد عام 1950 في صنعاء مديرية بني مطر عزلة البروية قرية ادم . تلقى تعليمه في مسقط رأسه، وأكمل الثانوية والتحق بالحرس الوطني بعد قيام ثور 26 سبتمبر في عام 1962. تدرب على يد خبراء عسكريون أردنيون في اليمن، والتحق بكلية العلوم العسكرية في أوكرانيا (الاتحاد السوفييتي في ذلك الوقت). حاز على عدة أوسمة عسكرية. وإلى جانب شهرته كعسكري، فاشتهر أكثر كشاعر غنائي. وله مشاركات فنية في داخل اليمن  وخارجه. وله مساهمات في كتابة القصائد الغنائية.